# Huremi
Huremi är en ort i Bosnien och Hercegovina.   Den ligger i entiteten Federationen Bosnien och Hercegovina, i den nordöstra delen av landet, 100 km norr om huvudstaden Sarajevo. Huremi ligger 277 meter över havet och antalet invånare är 387.
Terrängen runt Huremi är huvudsakligen kuperad, men åt nordväst är den platt.  Runt Huremi är det ganska tätbefolkat, med 93 invånare per kvadratkilometer.. Närmaste större samhälle är Srebrenik, 3,2 km sydväst om Huremi. 
Omgivningarna runt Huremi är en mosaik av jordbruksmark och naturlig växtlighet.